# Orgilus fictus
Orgilus fictus är en stekelart som beskrevs av Muesebeck 1970. Orgilus fictus ingår i släktet Orgilus och familjen bracksteklar. Inga underarter finns listade i Catalogue of Life.